# Yaksha
Yaksha (em sânscrito:  यक्ष yakṣa) é uma ampla classe de espíritos da natureza, geralmente benevolentes, por vezes travessos ou caprichosos, que são ligados à água, fertilidade, árvores, florestas, tesouros e à selva. Eles aparecem em textos hindus, jainistas e budistas, bem como em templos da Idade Antiga e Média nas regiões do Sul e Sudeste Asiático, no papel de divindades guardiãs. A forma feminina da palavra é yakṣī (यक्षी) ou Yakshini (yakṣiṇī, यक्षिणी).
Em textos das religiões mencionados, os yakṣas têm natureza dual. Por um lado, um yakṣa pode ser uma inofensiva fada da natureza, associado a bosques e montanhas, mas também há uma versão mais sombria do yakṣa, que é uma espécie de fantasma (bhuta) que assombra a selva e arma emboscadas para devorar os viajantes, semelhante aos rakṣasas.